# 忠臣蔵 花の巻・雪の巻
『忠臣蔵 花の巻・雪の巻』（ちゅうしんぐら はなのまき・ゆきのまき）は、これまで同名の映画として二本製作されている。1954年に松竹が製作した作品と1962年に東宝が製作した作品があり、双方で八代目松本幸四郎が大石内蔵助を演じているが、それ以外は全く異なる脚本でスタッフ・キャストも違う。

## 1954年松竹製作
1954年（昭和29年）10月17日公開で松竹製作・配給。監督は大曾根辰夫で、主演は八代目松本幸四郎。
モノクロ、スタンダード、188分。戦後GHQの統制下では製作されなかった赤穂事件を、戦後初めて『忠臣蔵』のタイトルで公開された作品。配収は2億9,064万円で、1954年度の邦画配収ランキング第2位となった。

### キャスト
- 大石内蔵助：八代目松本幸四郎（初代松本白鸚)
- 浅野内匠頭：高田浩吉
- 多門伝八郎 ：高橋貞二
- 大石妻りく：山田五十鈴
- 瑤泉院：月丘夢路
- 浮橋太夫：淡島千景
- 岡野金右衛門：北上弥太朗（八代目嵐吉三郎）
- 大石主税：田浦正巳
- 矢頭右衛門七：四代目坂東鶴之助（五代目中村富十郎）
- しの：桂木洋子
- こう：幾野道子
- つや：嵯峨三智子
- 戸田下總守 ：大木実
- 土井甲斐守：川喜多雄二
- 柳沢出羽守：柳永二郎
- 不破数右衛門：水島道太郎
- 井上団右衛門：二代目市川小太夫
- 小野寺十内：北龍二
- 堀部安兵衛：近衛十四郎
- 武林唯七：大坂志郎
- わか：毛利菊枝
- たん：夏川静江
- 井狩佐平太 : 永田光男
- 岡島八十右衛門：戸上城太郎
- 前原伊助 : 青山宏
- 吉田忠左衛門：荒木忍
- 大野九郎兵衛：香川良介
- 梶川与惣兵衛：山路義人
- 八助 : 二代目中村吉十郎
- 吉千代 : 松井晴志
- くう : 佐藤茂美
- 荘田下総守：海江田譲二
- 脇坂淡路守：大谷日出夫
- 奥田孫太夫：藤間林太郎
- 荒木十左衛門：清水将夫
- 片岡源五右衛門：山内明
- 原惣右衛門：河野秋武
- 吉良上野介：滝沢修
- 堀部弥兵衛：薄田研二
- 毛利小平太：鶴田浩二

### スタッフ
- 製作総指揮：大谷竹次郎
- 製作：大谷隆三、高村潔
- 監督：大曾根辰夫
- 脚本：村上元三、依田義賢、大曾根辰夫
- 製作補：高木貢一、市川哲夫
- 歴史考証：平尾孤城
- 音楽：鈴木静一
- 指揮：清田茂
- 演奏：関西交響楽団
- 撮影：石本英雄
- 美術：大角純一、鈴木貞夫
- 美術考証：水谷浩
- 録音：福安雅春
- 照明：寺田重雄
- 編集：相良久
- 装置：大野松治
- 能楽指導：片山九郎右衛門
- 囃子指導：望月太明蔵
- 衣装考証：甲斐庄楠音

### 大曾根辰夫監督
大曾根辰夫監督は、古くは衣笠貞之助監督の下で『忠臣蔵 赤穂京の巻 江戸の巻』で監督補助を務め、その後も松竹一筋に時代劇を中心に作品を作った。この1954年『忠臣蔵 花の巻・雪の巻』の3年後の1957年に『大忠臣蔵』、そして1962年にはその続編『義士始末記』を作り、この他に戦前は坂東好太郎で『月形半平太』『雪之丞変化闇太郎懺悔』、戦後は阪東妻三郎の『あばれ獅子』、嵐寛寿郎の『鞍馬天狗』シリーズ、市川右太衛門の『旗本退屈男 江戸城罷り通る』、美空ひばりの『ひばり姫初雲道中』『七変化狸御殿』、高田幸吉の『歌う弥次喜多黄金道中』などの多彩なスター映画でメガホンを取り、1953年には松竹創立30周年記念映画『花の生涯 彦根編・江戸編』も監督して松竹時代劇を代表する映画監督である。資料によっては「大曽根辰保」「大曾根辰雄」とも記されている。

### 上映時間
公開時のパンフレットには映画史上空前の豪華大作と謳われた作品で、公開当時の資料では第1部（花の巻）104分、第2部（雪の巻）137分の合計241分（4時間1分）の映画であった。後年DVD化されたパッケージ説明では初公開時は3時間53分で、現存する現版は188分（3時間8分）として、戦後に単独公開された忠臣蔵映画の中では最長尺の作品とされている。

## 1962年東宝製作
1962年（昭和37年）11月3日公開で東宝製作・配給。監督は稲垣浩、主演は八代目松本幸四郎。カラー、東宝スコープ、207分。昭和37年度文化庁芸術祭参加作品。
東宝創立30周年記念映画の1本で、東宝オールキャストで描いた忠臣蔵映画。原節子と横山運平の最後の映画出演作でもある。配収は2億8,010万円で、1962年度の邦画配収ランキング第8位となった。

### 出演者
- 大石内蔵助：八代目松本幸四郎（初代松本白鸚)
- 浅野内匠頭：加山雄三
- 堀部安兵衛：三橋達也
- 高田郡兵衛：宝田明
- 岡野金右衛門：夏木陽介
- 不破数右衛門：佐藤允
- 間十次郎：高島忠夫
- 吉田忠左衛門：河津清三郎
- 千坂兵部：志村喬
- 寺坂吉右衛門：加東大介
- 脇坂淡路守：小林桂樹
- 土屋主税：池部良
- 大石妻りく：原節子
- 内匠頭室瑤泉院：司葉子
- 吉右衛門妹お軽：団令子
- 平五郎妹お艶：星由里子
- 吉良の間者うめ：白川由美
- 潮田の妹佐保：水野久美
- 赤穂の女一：浜美枝
- 赤穂の女二：田村奈巳
- 瑶泉院侍女みゆき：藤山陽子
- 水茶屋の女お文：池内淳子
- 半兵衛女房お時：淡路恵子
- 戸田の局：草笛光子
- 浮橋太夫：新珠三千代
- 本陣主人半兵衛：森繁久彌
- 大工平五郎：フランキー堺
- 幇間利兵衛：三木のり平
- 畳屋音吉：柳家金語楼
- 松原多仲：益田喜頓
- 植木屋徳三：八波むと志
- 平五郎従弟のん太：由利徹
- 平五郎従弟伝八：南利明
- 柳沢出羽守：山茶花究
- 多門伝八郎：有島一郎
- 大高源吾：小泉博
- 武林唯七：藤木悠
- 伊達左京亮：久保明
- 岡島八十右衛門：平田昭彦
- 磯貝十郎左衛門：佐原健二
- 上杉綱憲：太刀川寛
- 浅野大学：江原達怡
- 小林平八郎：中丸忠雄
- 貴島主水：堺左千夫
- 潮田又之丞：土屋嘉男
- 楠屋久兵衛：藤原釜足
- 村上鬼剣：田崎潤
- 梶川与惣兵衛：藤田進
- 院使清閑寺中納言：上原謙
- 貝塚三郎次：船戸順
- 菅谷半之丞：児玉清
- 大石瀬左衛門：伊藤久哉
- 村松三太夫：野村浩三
- 早水藤左衛門：三島耕
- 平野半平：大塚国夫
- 神崎与五郎：山本廉
- 勅使高野中納言：天本英世
- 岡本喜八郎：桐野洋雄
- 間瀬久太夫：大川平八郎
- 本陣番頭利七：石田茂樹
- 星八右衛門：谷晃
- 脇坂主膳：田島義文
- 畳屋安蔵：沢村いき雄
- 堀部弥兵衛：小杉義男
- 居酒屋の女お玉：中島そのみ
- 御湯番おきよ：北川町子
- 信濃太夫：柳川慶子
- 笹屋髪結い：出雲八重子
- 笹屋内儀お京：東郷晴子
- 久兵衛女房おとみ：一の宮あつ子
- 長屋の女房お筆：中北千枝子
- 原惣右衛門：香川良介
- 藤井又左衛門：清川荘司
- 平五郎の叔父松右衛門：横山運平
- 荒賀源助：清水元
- 清水一角：戸上城太郎
- 上野介室富子：沢村貞子
- 春野太夫：音羽久米子
- 大石の娘るり：坂部紀子
- 品川豊後守：大友伸
- 酔漢：中山豊
- 畳屋政吉：津田光男
- 関久和：勝本圭一郎
- 小野寺十内：安芸津広
- 呉服屋：鈴木治夫
- 赤垣源蔵：岩本弘司
- 手塚勝巳
- 草間璋夫
- 坪野鎌之
- 宇留木耕嗣
- 緒方燐作
- 関田裕
- 篠原正記
- 門脇三郎
- 鈴木源右衛門：草川直也
- 下僕八助：夏木順平
- 安井彦右衛門：池田生二
- 猪子理兵衛：向井淳一郎
- 矢頭右衛門七：六代目市川染五郎（二代目松本白鸚）
- 萱野三平：初代中村萬之助 (二代目中村吉右衛門)
- 徳川綱吉：二代目中村又五郎
- 大野九郎兵衛：二代目中村芝鶴
- 近松勘六：十代目市川高麗蔵
- 奥野将監：二代目中村吉十郎
- 片岡源五右衛門：三代目市川段四郎
- 大石松之丞：三代目市川團子（二代目市川猿翁）
- 吉良上野介：八代目市川中車
- 俵星玄蕃：三船敏郎

### スタッフ
- 製作：藤本真澄、田中友幸、稲垣浩
- 監督：稲垣浩
- 脚本：八住利雄
- 美術監督：伊藤熹朔
- 音楽：伊福部昭
- 撮影：山田一夫
- 美術：植田寛
- 録音：西川善男
- 照明：小島正七
- 整音：下永尚
- 監督助手：丸輝夫、高瀬昌弘
- 編集：岩下広一
- 合成：泉実
- 殺陣：久世竜
- 振付：初代猿若清方
- 現像：東京現像所
- 製作担当者：川上勝太郎

### その他
- 討ち入り場面の音楽は、後にゴジラの登場シーンの音楽として広く知られる『SF交響ファンタジー第1番』の一節と同じ旋律が用いられている。また、オランダ人が登場する場面では複調の音楽が用いられ、ハモンドオルガンも使用されるなど、伊福部昭の音楽の中でも実験的な面が見られる。